# Collezione d'arte religiosa moderna
La Collezione d'arte religiosa moderna, o anche Collezione d'arte contemporanea, è una sezione dei Musei Vaticani, distribuita in cinquantacinque sale e salette nell'Appartamento Borgia del Palazzo Apostolico medievale, nei due piani delle "Salette Borgia" e in alcuni spazi sotto la Cappella Sistina. 

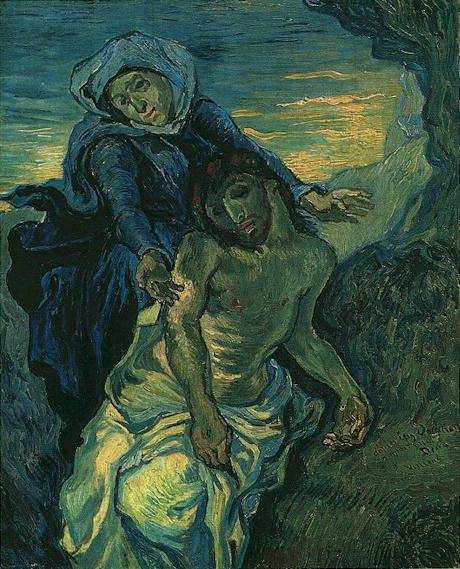
Vincent van Gogh, Pietà (da Delacroix)

## Storia
Papa Paolo VI, durante un incontro con gli artisti e le professioni del mondo dell'arte nella Cappella Sistina il 7 maggio 1964, espresse il desiderio di riannodare il dialogo tra Chiesa cattolica e arte figurativa, un tempo così fecondo e in quegli anni considerato ormai secondario. Tra le varie iniziative ci fu quella di mettere insieme una collezione di opere di importanti artisti dalla fine dell'Ottocento all'epoca contemporanea legate a temi cristiani o temi comunque compatibili con la spiritualità cristiana, che sarebbe dovuta entrare a far parte dei musei Vaticani. Questo desiderio del pontefice fu reso possibile grazie alla risposta al suo appello degli artisti stessi, dei loro familiari e di collezionisti pubblici e privati, che donarono una serie di opere selezionate da una commissione presieduta da Mario Ferrazza, e che andarono ad aggiungersi a un nucleo preesistente di opere raccolte da Pio XII negli anni cinquanta. Il museo, sotto la supervisione dal segretario personale di Paolo VI, mons. Pasquale Macchi, vide la luce il 23 giugno del 1973.
Per esempio il Van Gogh venne donato dalla Diocesi di New York, uno dei Dalì da re Juan Carlos di Spagna, un altro dal cardinale John Patrick Cody, il Francis Bacon da Gianni Agnelli, il James Ensor da Vittorio Cini, il Botero (con altre opere) dal cardinale Alberto di Jorio, una versione del Pensatore di Rodin dal Museo Rodin di Parigi; alcuni collezionisti privati (indicati nel museo con le sole iniziali), donarono un considerevole nucleo di opere di artisti dell'espressionismo tedesco; tra le opere italiane, la Fabbrica del Duomo di Milano regalò alcuni bozzetti di Lucio Fontana, la Banca Cattolica del Veneto un rilievo di Arturo Martini, la Fondazione Cini un Felice Carena, la Casa di Redenzione Sociale di Milano un crocifisso di Libero Andreotti, Giovanni Falck un'opera di Giorgio De Chirico, la Diocesi di Cortona un cartone per mosaico di Gino Severini, e così via; tra gli artisti che donarono personalmente ci furono Marc Chagall, Georges Rouault, Renato Guttuso, Filippo de Pisis, Emilio Greco, Franco Gentilini, Angelo Biancini, Arnaldo Pomodoro, Mario Ceroli, Mimmo Paladino; tra gli eredi che donarono opere dei propri congiunti non più viventi ci furono il figlio di Henri Matisse, le sorelle di Giorgio Morandi, la moglie di Mirko Basaldella, la famiglia di Giuseppe Capogrossi.
Oggi la collezione conta circa ottomila opere, tra dipinti, sculture, disegni, opere di grafica e perfino videoarte, e spazia dalla fine dell'Ottocento al XXI secolo. Vi sono ben rappresentati il primo e il secondo Novecento italiano, oltre a un variegato nucleo di opere di artisti internazionali, comprendenti alcune opere molto significative. In anni più recenti è stata ingrandita da altre donazioni ai pontefici e acquisti mirati. Il 22 giugno 2011 è stata inaugurata la Sala Matisse, che ospita il materiale progettuale preparatorio per la realizzazione della chapelle du Saint-Marie du Rosaire di Vence, donata dal figlio dell'artista Pierre.
Nel 2018 il museo ha commissioanato a un gruppo di fotografi di consolidata fama la documentazione e l'interpretazione del percorso espositivo. Le opere di Bill Armstrong, Peter Bialobrzeski, Antonio Biasiucci, Alain Fleischer, Francesco Jodice, Mimmo Jodice, Rinko Kawauchi, Martin Parr e Massimo Siragusa sono state poi esposte in un'espozione intitolata "Una questione di luce. Nove fotografi nei musei Vaticani", che ha anche inaugurato simbolicamente la costituzione di una collezione fotografica del museo stesso.
La collezione d'arte religiosa moderna viene esposta a rotazione (soprattutto riguardo alla grafica), in alcune sale dell'Appartamento Borgia e in alcuni vani tra le Stanze di Raffaello e la cappella Sistina. Questa collocazione purtroppo non rende giustizia al valore della collezione e agli artisti rappresentati, sia perché è inevitabile e oggettivamente sfavorevole il confronto tra le piccole opere moderne, nate per lo più per arredare le case di collezionisti, e le enormi e scenografiche decorazioni ad affresco della parte migliore del palazzo Apostolico (con in testa Raffaello e Michelangelo); sia perché la collezione si trova in alcuni degli ambienti più lontani dall'ingresso, in cui i visitatori arrivano inevitabilmente stanchi, dopo non meno di un'ora di cammino nel percorso obbligato.

## Descrizione

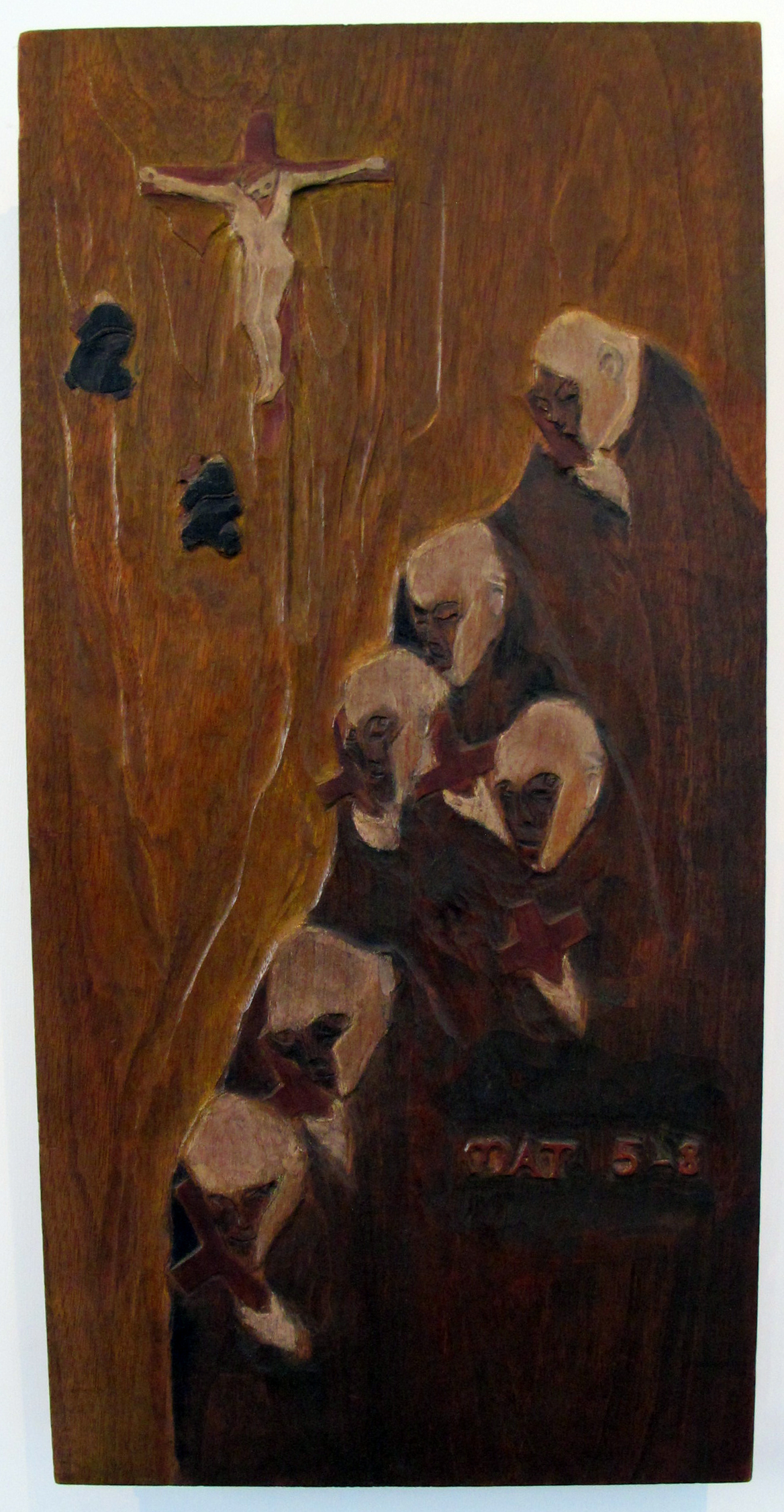
Paul Gauguin, Matteo 5-8 Beati i puri di cuore, 1892 ca.

La collezione ospita circa 8000 opere di quasi 250 artisti, tra cui:
- Auguste Rodin, Le penseur, 1880 circa, bronzo; La main de Dieu, 1890 circa, bronzo; Benedict XV, 1915, bronzo;
- Vincent van Gogh, Pietà, dipinto (da Delacroix);
- Francisco Goya, Apostolo, 1819 circa, acquarello;
- Paul Gauguin, Beati i puri di cuore, 1892, legno policromo scolpito, ;
- Maurice Denis, Nazareth, 1905, olio; Messe matinale, 1890, olio; Eglise, 1907, olio;
- Odilon Redon, Santa Giovanna d'Arco, pastello e sanguigna su carta;
- Wassily Kandinsky, Sonntag, 1904-1905, litografia;
- Marc Chagall, Crocifissione, 1970, due litografie; Il crocifisso, 1943, gouache; Pietà rossa, 1956, gouache; Il Cristo e il pittore, gouache;
- Paul Klee, Stadt mit gotischen Münster, 1925, acquarello;
- Ernst Barlach, Die lesenden Mönche, 1932, bronzo;
- Max Beckmann, Zum neuen Testament, 1911, cinque litografie;
- Otto Dix, Auferslehung, disegno; Der hellige Christophorus, 1938, tecnica mista su tavola;
- Maurice Utrillo, Eglise Saint-Ausonne, olio; Cathédrale de Versailles, 1924, olio; Cathédrale de Rouen, 1908-1909, olio; Sacré Coeur, 1925 circa, olio;
- Giorgio de Chirico, Natività, 1945-1946, olio; Cristo e la tempesta, 1948, olio; Il Duomo di Milano, 1932, olio; Natura morta con frutta, 1950 circa, olio;
- Giorgio Morandi, Fiori, 1923, olio, sei disegni, 1959-1962, sei acqueforti, 1924-1932; Paesaggio, 1932, olio; Natura morta italiana, 1957, olio;
- Georges Rouault, Miserere, 1922-1927, 20 incisioni; Miserere, tempera olio; Ecce Homo, 1962, olio; Cricifixion, 1939 vetrata; Nazareth, 1948, olio; Visage de Christ, litografia; Le Sacre Coeur, 1949 circa, olio; Porte de tabernacle, 1951, smalto;
- Oskar Kokoschka, Kreuz und Kinder, 1946, disegno; Blumen, 1972, acquarello;
- Bernard Buffet, La Crucifixion, 1960, olio; Le Baptème, 1961, olio; Christ miséricordieux, 1961, olio; La Pietà, 1961, olio; La Natività, 1961, olio; La Cène, 1961, olio; Déposition, 1961, olio; S.te Véronique, 1961, olio;
- Renato Guttuso, Il Colosseo, 1973, olio; Mano del Crocifisso, 1965, olio; Trionfo della Morte, 1957, carboncino e acquarello;
- Aldo Carpi, La pesca miracolosa, 1967, olio; Cristo e Nicodemo, 1962, tempera; Madonna e bambini, 1968, bronzo; Arresto di Giovanna d'Arco, 1955, olio; Arresto di Gesù, 1951, olio; La Madonna e i poveri, 1968, olio; Cristo e il circo, 1963, olio;
- Giacomo Balla, La madre, 1928, olio;
- Alfred Manessier, Maquettes des vitraux de l'eglise des Bréseux, 1948-1950, sette oli;
- Francis Bacon, Study for Vélazquez Pope olio, 1961;
- Giacomo Manzù, Ritratto di Giovanni XXIII, 1962, bronzo; Cappella della pace, 1961, venticinque tra bronzi, legni intarsiati, vetri;
- Edvard Munch, Padre in preghiera, 1902, xilografia;
- Eduardo Chillida, Proyecto para altar, 1969, alabastro;
- Salvador Dalí, L'annuncio, 1960, olio, bozzetto per pala d'altare, acquarello;
- Pablo Picasso, Poissons, 1957, due ceramiche;
- Lin Delija, Volto di Cristo, 1960, olio;
- Filippo de Pisis, Natura morta, 1951, olio; Chiesa della Salute, 1947, olio; Piazza cavalli a Piacenza, 1937, olio; Interno di chiesa, 1926, olio; Il pellegrino, 1922, olio;
- Raoul Vistoli, Il figliol prodigo, 1962, bronzo.